# Pro Vita
Pro Vita is een wereldwijde organisatie die opkomt voor de beschermwaardigheid van het leven vanaf de conceptie, de cultuur van het leven en de katholieke visie op seksualiteit.
De organisatie kreeg vorm in de Verenigde Staten, in 1966. Daar richtte de bisschoppenconferentie een organisatie op, onder de hoede van James T. McHugh, om wijzigend beleid omtrent abortus te observeren. "The right to life leage" werd opgericht in 1967.
Het National Right to Life Committee werd in 1968 geformaliseerd. McHugh huurde uitvoerend assistent Michael Taylor in om te helpen met de dagelijkse noden van de organisatie. In oktober 1968 publiceerden ze de eerste nieuwsbrief waarin de organisatie formeel werd voorgesteld en informatie werd verstrekt over de inspanningen om de abortuswetten te veranderen. Op staatsniveau begonnen zich onafhankelijke organisaties voor het recht op leven te vormen en begonnen ze te vertrouwen op NRLC voor informatie. De nieuwsbrief werd stopgezet in 1971. 
NRLC hield zijn eerste bijeenkomst van landelijke anti-abortusleiders in Chicago in 1970 op het Barat College. De advocaat van New Jersey, Juan Ryan, was de eerste president van NRLC. In het volgende jaar hield NRLC zijn eerste conventie op Macalester College in Saint Paul (Minnesota). 
"De enige reden dat we een pro-life beweging in dit land hebben, is vanwege het katholieke volk en de katholieke kerk", verklaarde de uitvoerend directeur van NRLC James T. McHugh in 1973. 
In België tracht de organisatie vrouwen, die ongewenst zwanger zijn, te doen afzien van een abortus en organiseert acties zoals Echte Liefde Wacht, waarbij jongeren een belofte afleggen om geen seksuele betrekkingen aan te gaan tot hun huwelijk. Op haar website linkt de organisatie naar teksten die tegen abortus provocatus alsook tegen het gebruik van anticonceptie zijn.
Pro Vita België werd opgericht in de zomer van 1971 door Charles Convent als reactie op het wetsvoorstel-Calewaert, dat in februari 1971 werd ingediend en beoogde abortus provocatus wettelijk toe te staan. Deze vereniging geeft voorlichting op scholen en trekt 's zomers rond met een informatiecaravan naar verschillende zeedijken aan de Vlaamse kust.
Ze biedt hulp aan meisjes en vrouwen die onverwacht zwanger zijn en geven een maandblad (Gezin & Leven), een jongerenblad (Jongeren-Aktie) en diverse informatiefolders uit.
Het secretariaat van Pro Vita is gevestigd in Mechelen.
Op 8 juli 2013 verklaarde Mieke Van Hecke, directeur-generaal van het Vlaams Secretariaat van het Katholiek Onderwijs (VSKO), dat men geen beroep meer wil doen op het lesaanbod van Pro Vita. Er wordt een inventarisatie gemaakt van scholen die beroep doen op Pro Vita, waarna deze zullen overschakelen op lessen rond seksualiteit die aangeboden worden door het katholieke onderwijsnet en de Vzw Sensoa.